# کریستوف باخ
کریستوف باخ (آلمانی: Christoph Bach؛ زادهٔ ۱۹۷۵ میلادی) بازیگر اهل آلمان است.
از فیلم‌ها یا برنامه‌های تلویزیونی که وی در آن نقش داشته‌است، می‌توان به هشدار برای کبرا ۱۱، کارلوس و شریته اشاره کرد.